# Lista de províncias e territórios do Canadá por índice de educação
Está é uma lista de províncias e territórios do Canadá por índice de educação e estimativas relacionadas a educação. A Educação é um componente importante do bem-estar e é usado na medida de desenvolvimento econômico e qualidade de vida, que é um fator fundamental para determinar se é um país desenvolvido, em desenvolvimento ou subdesenvolvido.

## Índice de educação
Mapa das províncias e territórios do Canadá por nível educacional em 2015.
Legenda:

Mapa das províncias e territórios do Canadá por nível educacional em 2015.Legenda:
> 0.880 (2 províncias e 1 território)
0.879 - 0.870 (1 província)
0.869 - 0.860 (4 províncias)
0.859 - 0.850 (2 províncias e 1 território)
< 0.850 (1 província e 1 território)

A tabela abaixo exibe a lista dos dados de 2015. O valor máximo da pontuação é 1, que corresponde à educação perfeita a ser alcançada, o valor mínimo é 0 que corresponde a ausência da educação. Todos as províncias e territórios do Canadá possuem um índice de desenvolvimento humano muito alto (com base no seu IDH, ver lista), apresentam também uma pontuação alta no índice de educação.
| Posição | Província ou Território  | Índice médio de obtenção educacional | Índice médio de obtenção educacional | País comparável a educação em 2015 com os índices de 2013 |
| Posição | Província ou Território  | Estimativas de 2015                  | Classificação do índice              | País comparável a educação em 2015 com os índices de 2013 |
| ------- | ------------------------ | ------------------------------------ | ------------------------------------ | --------------------------------------------------------- |
| 1       | Yukon                    | 0.887                                | Muito Alto                           | Irlanda                                                   |
| 2       | Colúmbia Britânica       | 0.883                                | Muito Alto                           | Alemanha                                                  |
| 3       | Alberta                  | 0.880                                | Muito Alto                           | Lituânia                                                  |
| 4       | Ontário                  | 0.879                                | Muito Alto                           | Lituânia                                                  |
| —       | Canadá                   | 0.873                                | Muito Alto                           | —                                                         |
| 5       | Nova Escócia             | 0.868                                | Muito Alto                           | Chéquia                                                   |
| 6       | Quebec                   | 0.863                                | Muito Alto                           | Eslovênia                                                 |
| 7       | Manitoba                 | 0.862                                | Muito Alto                           | Eslovênia                                                 |
| 8       | Saskatchewan             | 0.861                                | Muito Alto                           | Reino Unido                                               |
| 9       | Ilha do Príncipe Eduardo | 0.859                                | Muito Alto                           | Estónia                                                   |
| 10      | Territórios do Noroeste  | 0.853                                | Muito Alto                           | Israel                                                    |
| 11      | Novo Brunswick           | 0.851                                | Muito Alto                           | Israel                                                    |
| 12      | Terra Nova e Labrador    | 0.845                                | Muito Alto                           | Suíça                                                     |
| 13      | Nunavut                  | 0.751                                | Alto                                 | Bulgária                                                  |

### Tempo médio de estudo
| Posição | Província ou Território  | Tempo médio de estudo (anos) | Tempo médio de estudo (anos) |
| Posição | Província ou Território  | Estimativas de 2015          | Estimativas de 2011          |
| ------- | ------------------------ | ---------------------------- | ---------------------------- |
| 1       | Yukon                    | 12.8                         | 12.7                         |
| 1       | Colúmbia Britânica       | 12.8                         | 12.7                         |
| 3       | Alberta                  | 12.7                         | 12.6                         |
| 3       | Ontário                  | 12.7                         | 12.6                         |
| —       | Canadá                   | 12.6                         | 12.5                         |
| 6       | Nova Escócia             | 12.6                         | 12.4                         |
| 7       | Quebec                   | 12.5                         | 12.3                         |
| 7       | Manitoba                 | 12.5                         | 12.3                         |
| 9       | Saskatchewan             | 12.4                         | 12.3                         |
| 9       | Ilha do Príncipe Eduardo | 12.4                         | 12.3                         |
| 11      | Territórios do Noroeste  | 12.3                         | 12.2                         |
| 11      | Novo Brunswick           | 12.3                         | 12.1                         |
| 12      | Terra Nova e Labrador    | 12.2                         | 12.1                         |
| 13      | Nunavut                  | 10.9                         | 10.7                         |

## Expectativas do índice de educação
Mapa das províncias e territórios do Canadá por expectativa do nível educacional em 2015.
Legenda:

Mapa das províncias e territórios do Canadá por expectativa do nível educacional em 2015.Legenda:
> 0.880 (5 províncias)
0.879 - 0.870 (nenhuma província ou território)
0.869 - 0.860 (3 províncias)
0.859 - 0.850 (2 províncias)
< 0.850 (3 territórios)

Os anos de escolaridade esperados são diferentes dos dados reais, a expectativa é estimada pelas províncias e pelos territórios individualmente. Mais uma vez, a metodologia é a mesma que a usada para replicar as estimativas canadenses, mas neste caso a fonte é a pesquisa secundária do LFS. Em 2015, as estimativas brutas do Canadá aproximaram-se das estimativas oficiais mais recentes do índice de educação e, como tal, deve haver um erro mínimo.
| Posição | Província ou Território  | Índice médio de obtenção educacional | Índice médio de obtenção educacional | País comparável a educação em 2015 com os índices de 2013 |
| Posição | Província ou Território  | Estimativas de 2015                  | Classificação do índice              | País comparável a educação em 2015 com os índices de 2013 |
| ------- | ------------------------ | ------------------------------------ | ------------------------------------ | --------------------------------------------------------- |
| 1       | Quebec                   | 0.942                                | Muito Alto                           | Superior a todos os países                                |
| 2       | Ontário                  | 0.919                                | Muito Alto                           | Nova Zelândia                                             |
| —       | Canadá                   | 0.906                                | Muito Alto                           | —                                                         |
| 3       | Terra Nova e Labrador    | 0.897                                | Muito Alto                           | Países Baixos                                             |
| 4       | Colúmbia Britânica       | 0.884                                | Muito Alto                           | Alemanha                                                  |
| 5       | Nova Escócia             | 0.880                                | Muito Alto                           | Lituânia                                                  |
| 6       | Ilha do Príncipe Eduardo | 0.869                                | Muito Alto                           | Chéquia                                                   |
| 7       | Manitoba                 | 0.868                                | Muito Alto                           | Chéquia                                                   |
| 8       | Novo Brunswick           | 0.862                                | Muito Alto                           | Eslovênia                                                 |
| 9       | Alberta                  | 0.856                                | Muito Alto                           | Israel                                                    |
| 10      | Saskatchewan             | 0.854                                | Muito Alto                           | Israel                                                    |
| 11      | Yukon                    | 0.839                                | Muito Alto                           | Suíça                                                     |
| 12      | Territórios do Noroeste  | 0.831                                | Muito Alto                           | Suécia                                                    |
| 13      | Nunavut                  | 0.745                                | Alto                                 | Chile                                                     |

### Expectativa do tempo médio de estudo
| Posição | Província ou Território  | Tempo médio de estudo (anos) | Tempo médio de estudo (anos) |
| Posição | Província ou Território  | Estimativas de 2015          | Estimativas de 2011          |
| ------- | ------------------------ | ---------------------------- | ---------------------------- |
| 1       | Quebec                   | 16.6                         | 16.4                         |
| 2       | Ontário                  | 16.2                         | 16.2                         |
| —       | Canadá                   | 16.0                         | 16.0                         |
| 3       | Terra Nova e Labrador    | 15.8                         | 15.5                         |
| 4       | Colúmbia Britânica       | 15.6                         | 15.9                         |
| 5       | Nova Escócia             | 15.5                         | 15.7                         |
| 6       | Ilha do Príncipe Eduardo | 15.4                         | 15.5                         |
| 7       | Manitoba                 | 15.3                         | 15.3                         |
| 8       | Novo Brunswick           | 15.2                         | 15.3                         |
| 9       | Saskatchewan             | 15.1                         | 15.1                         |
| 9       | Alberta                  | 15.1                         | 15.0                         |
| 11      | Yukon                    | 14.8                         | 14.1                         |
| 12      | Territórios do Noroeste  | 14.7                         | 14.6                         |
| 13      | Nunavut                  | 13.2                         | 13.1                         |

## Crescimento anual do nível de escolaridade 2000-2015
Mapa das províncias e territórios do Canadá por crescimento da escolaridade dos anos 2000 até 2015 em porcentagem.
Legenda:

Mapa das províncias e territórios do Canadá por crescimento da escolaridade dos anos 2000 até 2015 em porcentagem.Legenda:
> 0.50% (1 província)
0.49% - 0.40% (6 províncias)
0.39% - 0.30% (3 províncias e 1 território)
< 0.29% (2 territórios)

O crescimento do nível de escolaridade foi calculado desde o ano 2000 até 2015 e foi medido em porcentagem.
| Posição | Província ou Território  | Crescimento da escolaridade de 2000 a 2015 (%) |
| ------- | ------------------------ | ---------------------------------------------- |
| 1       | Ilha do Príncipe Eduardo | 0.51%                                          |
| 2       | Quebec                   | 0.47%                                          |
| 3       | Terra Nova e Labrador    | 0.46%                                          |
| 4       | Saskatchewan             | 0.43%                                          |
| 5       | Novo Brunswick           | 0.41%                                          |
| 5       | Nova Escócia             | 0.41%                                          |
| 7       | Manitoba                 | 0.40%                                          |
| —       | Canadá                   | 0.38%                                          |
| 8       | Ontário                  | 0.35%                                          |
| 9       | Yukon                    | 0.34%                                          |
| 10      | Colúmbia Britânica       | 0.31%                                          |
| 11      | Alberta                  | 0.30%                                          |
| 12      | Nunavut                  | 0.11%                                          |
| 13      | Territórios do Noroeste  | 0.09%                                          |